# Никольское (Рязанский район)
Никольское — село в Рязанском районе Рязанской области России, входит в состав Семёновского сельского поселения.

## География
Село расположено в 3 км на юг от центра поселения деревни Секиотово и в 12 км на юго-запад от Рязани.

## История
Никольская церковь в селе Никольском, «что под высокою горою», упоминается в окладных книгах  1676 года. В 1872 году помещиком Ерофеем Вельяминовым была построена новая Никольская церковь.
В XIX — начале XX века село входило в состав Подвязьвской волости Рязанского уезда Рязанской губернии, с 1924 года — в составе Рязанской волости. В 1905 году в селе было 13 дворов.
С 1929 года деревня входила в состав Семёновского сельсовета Рязанского района Рязанского округа Московской области, с 1937 года — в составе Рязанской области, с 2005 года — в составе Семёновского сельского поселения.

## Население
| 1859 | 1906 | 2010 |
| ---- | ---- | ---- |
| 144  | ↘85  | ↘16  |